# Feroke
Feroke là một thị trấn thống kê (census town) của quận Kozhikode thuộc bang Kerala, Ấn Độ.

## Nhân khẩu
Theo điều tra dân số năm 2001 của Ấn Độ, Feroke có dân số 29.504 người. Phái nam chiếm 49% tổng số dân và phái nữ chiếm 51%. Feroke có tỷ lệ 81% biết đọc biết viết, cao hơn tỷ lệ trung bình toàn quốc là 59,5%: tỷ lệ cho phái nam là 84%, và tỷ lệ cho phái nữ là 79%. Tại Feroke, 13% dân số nhỏ hơn 6 tuổi.